# Tariyunnuaq
Der Tariyunnuaq, vormals bis 2012 offiziell Melville Sound (deutsch: Melvillesund), ist eine Meerenge des Coronation Gulf im kanadischen Territorium Nunavut. Bei dem neuen offiziellen Namen handelt es sich um ein Wort aus dem westkanadischen Inuinnaqtun-Dialekt der Inuktitut-Sprache.

## Lage
Die Meerenge trennt die Kent-Halbinsel im Norden vom nordamerikanischen Festland im Süden. Nördlich der Meerenge, von der Kent-Halbinsel umschlossen, liegt die Parry Bay. Im Osten geht die Meerenge in das Elu Inlet über. Gen Westen öffnet sich die Meerenge zum Kiluhiqtuq (vormals Bathurst Inlet), einer Bucht des Coronation Gulf.